# Аеродром Поникве
Аеродром Поникве (: , : ) је цивилни и војни аеродром који се налази 12 км северозападно од града Ужица. Аеродром је познат и под називом Лепа глава. Налази се у југозападној Србији, недалеко од границе са Босном и Херцеговином. Данас је један део аеродрома у употреби а други део се обнавља у циљу оспособљавања за обављање цивилног саобраћаја.

## Историја
Аеродром Поникве грађен је у раздобљу 1979—1983, али се није користио пре 1992. године. После четири године аеродром је постао цивилни, а ЈАТ је увео лет Београд–Ужице–Тиват. Линија је касније укинута због нерентабилности.
Током НАТО бомбардовања 1999. године аеродром је тешко оштећен. Тренутно се аеродром обнавља у циљу потпуног прилагођавања цивилном ваздухопловству, посебно туристичким летовима. Разлог је веома повољан положај аеродрома, у близини бројних планинских туристичких одредишта, попут Таре, Златибора, Златара као и Мокре Горе и Дивчибара.

## Обнова аеродрома
Београдски аеродром Никола Тесла обавезао се да ће уложити 3,5 милиона динара у потпуну обнову полетно-слетне стазе аеродрома Поникве. Он се такође обавезао да ће у најкраћем року пружити новчану и стратешку подршку у намери да обезбеди услове за цивилно ваздухопловство до Ужица. Управа београдског аеродрома има намере да овај аеродром учини и карго аеродромом за подручје западне Србије. У прилог овоме иде и дужина полетно-слетне стазе од 3.200 m, што омогућује и прихват највећих авиона.
Влада Србије је новчани помагач у обнови аеродрома са 2,5 милиона евра, али је то много мање од потребних 19 милиона евра за потпуну обнову. У обнову укључена је и локална управа града Ужица. Влада је најавила да би могло бити нових улагања, а да аеродром ускоро постане међународни.А и да би требало уложити 5 милиона евра потребних да постане цивилни аеродром.
Тренутно је аеродром отворен за летове и прихват мањих летелица тј. генералну авијацију.

## Отварање аеродрома (2013)
Аеродром је отворен 5. октобра 2013. године. Гледаоци су имали прилику да гледају скокове из авиона Ан-2, Параду Ваздухопловства Војске Србије са авионима Ј-22 Орао, Г-4 Супер Галеб и хеликоптерима Соко Газела. Програм је трајао до 14 сати када је затворен падобранским скоковима.

## Пројект RAIRDev
Аеродром учествује у пројекту RAIRDev. RAIRDev је енглеска скраћеница, која у преводу значи „Обласна повезаност аеродрома у циљу обласног развоја“ и представља удружење за сарадњу између регионалних аеродрома. Поред аеродрома Поникве у пројекту учествује такође и 7 аеродрома из Грчке, Мађарске, Словачке, Пољске, Италије, Украјине и Немачке. Циљ овог удружења је ојачавање што боље повезаног и еколошки одрживог месног развоја, који почива на прилагодљивости авио-саобраћаја.

## Статистика
| Година | Путници | Промена    | Авио-операција | Промена    | Карго () | Промена    |
| ------ | ------- | ---------- | -------------- | ---------- | -------- | ---------- |
| 2016.  | 92      | Стагнација | Стагнација     | Стагнација | Н/Д      | Стагнација |
| 2017.  | 37      | 59.8%      | 148            | Раст       | Н/Д      | Стагнација |
| 2018.  | 20      | 45.1%      | 349            | 135.9%     | Н/Д      | Стагнација |
| 2019.  | 34      | 70.0%      | 394            | 12.9%      | Н/Д      | Стагнација |
| 2022.  | 49      | Раст       | 196            | Раст       | Н/Д      | Стагнација |

## Услуга
Управно руководство аеродрома Поникве изразило је намеру да аеродром што више прилагоди нискотарифним авио-компанијама и чартер-летовима.
Нова зграда аеродрома је подигнута 2016. године.